# (12435) Sudachi
(12435) Sudachi est un astéroïde de la ceinture principale.

## Description
(12435) Sudachi est un astéroïde de la ceinture principale. Il fut découvert le 17 janvier 1996 à Kitami par Kin Endate et Kazuro Watanabe. Il présente une orbite caractérisée par un demi-grand axe de 2,89 UA, une excentricité de 0,02 et une inclinaison de 3,3° par rapport à l'écliptique.

## Compléments